# Bredviksfjärden
Bredviksfjärden är en vik i Finland. Den ligger i Karleby och Kronoby i landskapet Mellersta Österbotten, i den centrala delen av landet, 400 km norr om huvudstaden Helsingfors.